# 谷充義
谷 充義（たに みつよし、1974年9月17日 - ）は、東京都江東区出身の俳優。所属はファインモーション。
趣味はプロレス観戦。特技は料理、歌唱、柔道。江東区立東陽中学校卒業。

## 略歴
- 1974年9月17日東京都江東区に生まれる
- 南陽幼稚園に入学し接骨院にて柔道を習い始め小学、中学校時には警察署にて柔道に通う
- 江東区立南陽小学校、江東区立東陽中学校に通い、中学校の部活動は陸上部で砲丸投げを行う
- マスダ学園 調理科に進み卒業後、調理師の道へ
- 中学二年生からプロレスに興味を持ち始めその後は格闘技にも興味を持ち格闘技を習い始める
- 新木場ファーストリングにてプロレス1試合出場
- 飲食店で働きながら音楽、格闘技イベントクラブ等でセキュリティー業を開始
- 2012年 Vシネマ4作品出演
- 2014年 芸能事務所 ファインモーションに所属、俳優業を本格的に開始
- 自動車普通免許、調理師免許を取得している

## 出演

### 映画
- WARU下克上（2012年） - 谷充義 役
- ブラック・コネクション（2012年） - サイゾー 役
- 闇金ドッグス（2015年） - 関西ヤクザ 役
- あやしい彼女（2016年） - 漁師 役
- HiGH&LOW THE MOVIE（2016年） - 達磨一家 役
- 星くず兄弟の新たな伝説（2018年） - マッチョな男 役
- 闇金ウシジマくん ザ・ファイナル（2016年） - 悶主駝亞連合 幹部 役
- 土竜の唄 香港狂騒曲（2016年） - 組員 役
- 新宿スワンII（2017年） - 宝来組 組員 役
- HiGH&LOW THE MOVIE 2 / END OF SKY（2017年） - 達磨一家 役
- HIGH&LOW THE MOVIE 3 / FINAL MISSION（2017年） - 達磨一家 役
- 闇金ドッグス9（2018年） - 竜二 役
- ニセコイ（2018年） - 集英組 組員 役
- 任侠学園（2019年） - 辛島紀夫 役
- 土竜の唄 FINAL（2021年） - 日浦組構成員 役
- レジェンド&バタフライ（2023年） - 僧兵 役
- 怪物の木こり（2023年） - 刑事 役
- 室町無頼（2025年） - 僧兵 役
- MY MOTHER NEVER CRY (2025年) - 大和田　役

### テレビドラマ
- 保育探偵25時 〜花咲慎一郎は眠れない!!〜（2015年） - 組員 役 第1・3・5・6・最終話（準レギュラー）
- 仮面ライダードライブ （2015年） 第25・26話 - 多賀始 役
- 天使と悪魔-未解決事件匿名交渉課-（2015年） - ヤクザ 役
- Dr.倫太郎 第5話（2015年） - 麻雀の客 役
- ワイルド・ヒーローズ 第7話（2015年） - 組員 役
- マジすか学園5 第8話（2015年） - チンピラ兄貴 役
- HiGH&LOW〜THE STORY OF S.W.O.R.D.〜（2015年） - 達磨一家 役（レギュラー）
- 螻蛄 第1・4話（2016年） - ボディガード 役
- ナイトヒーロー NAOTO 第9・10話（2016年） - トカゲ部下 役
- ゆとりですがなにか 第1話（2016年） - 用心棒 役
- 遺産相続弁護士 柿崎真一 第1・9話（2016年） - 早野 役
- でぶせん 第4話（2016年） - 組員 役
- レンタル救世主 第3話（2016年） - 日本人ヤクザ 役
- 相棒
  - season15 第3話（2016年）  - 組長側近 役
  - season16 最終回スペシャル（2018年） - 組員 役
- バイプレイヤーズ 第12話（2017年） - 組員 役
- 山岸ですがなにか 第4話（2017年） - 暴漢 役
- 衝撃スクープSP 金正男暗殺の真相 〜北朝鮮・史上最大の兄弟ゲンカ全記録〜（2017年） - 金正男 役
- BS ジャパン プリズンホテル（2017年） - 寅二 役
- スペシャルコント志村けん in 探偵佐平 60歳（2018年） - 中国マフィアボス ボディガード 役
- 99.9-刑事専門弁護士- SEASON II 第4話（2018年） - 超強面の男 役
- 監査役野崎修平 第5話（2018年） - 総会屋 役
- スモーキング 第1話・第8話（2018年） - ヤクザ 役
- 孤独のグルメ Season7 第4話（2018年4月28日、テレビ東京） - 客 役
- 天才バカボン3〜愛と青春のバカ田大学（2018年） - ラグビー部顧問 役
- 直撃!シンソウ坂上 オウム“天才”信者VS伝説の刑事（2018年） - 麻原彰晃 役
- JOKER×FACE 第7話・第8話（2019年） - ヤクザ 役
- 名探偵・明智小五郎 第2夜 VAMPIRE（2019年） - 強面の男 役
- SICK'S 覇乃抄 〜内閣情報調査室特務事項専従係事件簿〜 第10話（2019年） - 狩野の部下 役
- 黒薔薇2 〜刑事課強行犯係 神木恭子（2019年） - 木田 役
- リカ オトナの土ドラ 第2話・第3話（2019年） - 取り立て屋 役
- 映像研には手を出すな! 第4話・第6話（2020年） - プロレス風素人取っ組み合い同好会 生徒 役
- 俺たちはあぶなくない〜クールにさぼる刑事たち 第1話（2020年） - 城田會 岡部光義 役
- タリオ 復讐代行の2人 第7話（2020年） - 喫茶店海坊主マスター 海坊主 役
- アノニマス〜警視庁“指殺人”対策室〜 第7話（2021年3月8日、テレビ東京） - 伊勢崎 役
- 全裸監督2（2021年、Netflix） - 街のチンピラ　役
- 逃亡医F 第6話・第7話（2022年2月19・26日、日本テレビ）- ホームレス 役
- ユーチューバーに娘はやらん! 第6話（2022年2月28日、テレビ東京） - 任侠映画兄貴　役
- インフォーマ（2023年） - レギュラー瀧澤組 役
- 伝説のアナザーネーム 歌舞伎町のジャンヌダルクと呼ばれた女（2023年） - フロント因縁ヤクザ / 違法駐車集団ヤクザ 役
- サンクチュアリ -聖域-（2023年） - 小倉のヤンキー 役
- 街並み照らすヤツら（2024年） - 光一の運転手 役
- 海に眠るダイヤモンド（2024年） - ヤクザ 役
- インフォーマ -闇を生きる獣たち（2024年） - 瀧澤組レギュラー 役
- ドンケツ　(2025年) - 月輪会組員　役

### 海外作品
- Trouble Killer（2017年 - 2018年series、中国ドラマ） - seihei 役
- Tokyo Vice 第1話（2022年4月24日、WOWOW Hollywood共同作品） - 千原会組員 役
- Saving Shuli-San -日本ヤクザ親分　役(2025年)

### Vシネマ
- ルーザー2（2013年） - ヤクザ 役
- 新・年少バトルロワイヤル（2014年） - 肥後 役
- 日本抗争烈島三極志（2019年） - ヤクザ 役

### ミュージックビデオ
- AKB48 フューチャーガール 君にウェディングドレスを（2015年） - タクシー運転手 役
- DOBERMANINFINITY - DoorDie (2015年) - ストリートギャング 役
- 関ジャニ∞ドームライブツアーOP映像（2016年・2017年） - 組員 役
- BAD HOP - Chopstick Remix feat. Vingo, Benjazzy, SANTAWORLDVIEW & ゆるふわギャング（2021年） - 組長 役
- Candy Foxx - Namaste!! CURRY POLICE（2021年） - SUSHI YAKUZA 役
- PassCode - Freely（2021年） - 中華料理店ヤクザ 役
- Kroi - HardPool（2023年） - SilverMan 役
- ちゃんみな - 命日（2023年） - ヤクザ 役

### CM
- 映画『予告犯』360°Web CM（2015年）-チンピラ 役
- 日清 カップヌードル（2018年） - 鵺獲一家 役
- リクルートホールディングス SUUMO 「タイシさんの転職決まった編」（2020年） - 料理長 役
- アサヒビール マルエフ（2024年） - 居酒屋大将 役

### バライティ
- 伝歌の宝刀（2012年）
- ザ!人間性ダービー（2014年） - ヤクザ 役
- めちゃ×2イケてるッ!  最終回（2018年） - 野武士 役
- THE突破ファイル 女のひらめきSP 歌舞伎町のジャンヌダルク（2018年） - 日本刀ヤクザ 役
- 全力!脱力タイムズ（2019年）
- 有吉の壁（2024年）